# Symplocos ophirensis
Symplocos ophirensis är en tvåhjärtbladig växtart. Symplocos ophirensis ingår i släktet Symplocos och familjen Symplocaceae.

## Underarter
Arten delas in i följande underarter:
- S. o. cumingiana
- S. o. ophirensis
- S. o. perakensis
- S. o. densireticulata
- S. o. kaliensis
- S. o. lingaensis
- S. o. pachyphylla
- S. o. sumatrana